# Érable à sucre
Acer saccharum
Espèce
Répartition géographique
Statut de conservation UICN

 LC  : Préoccupation mineure

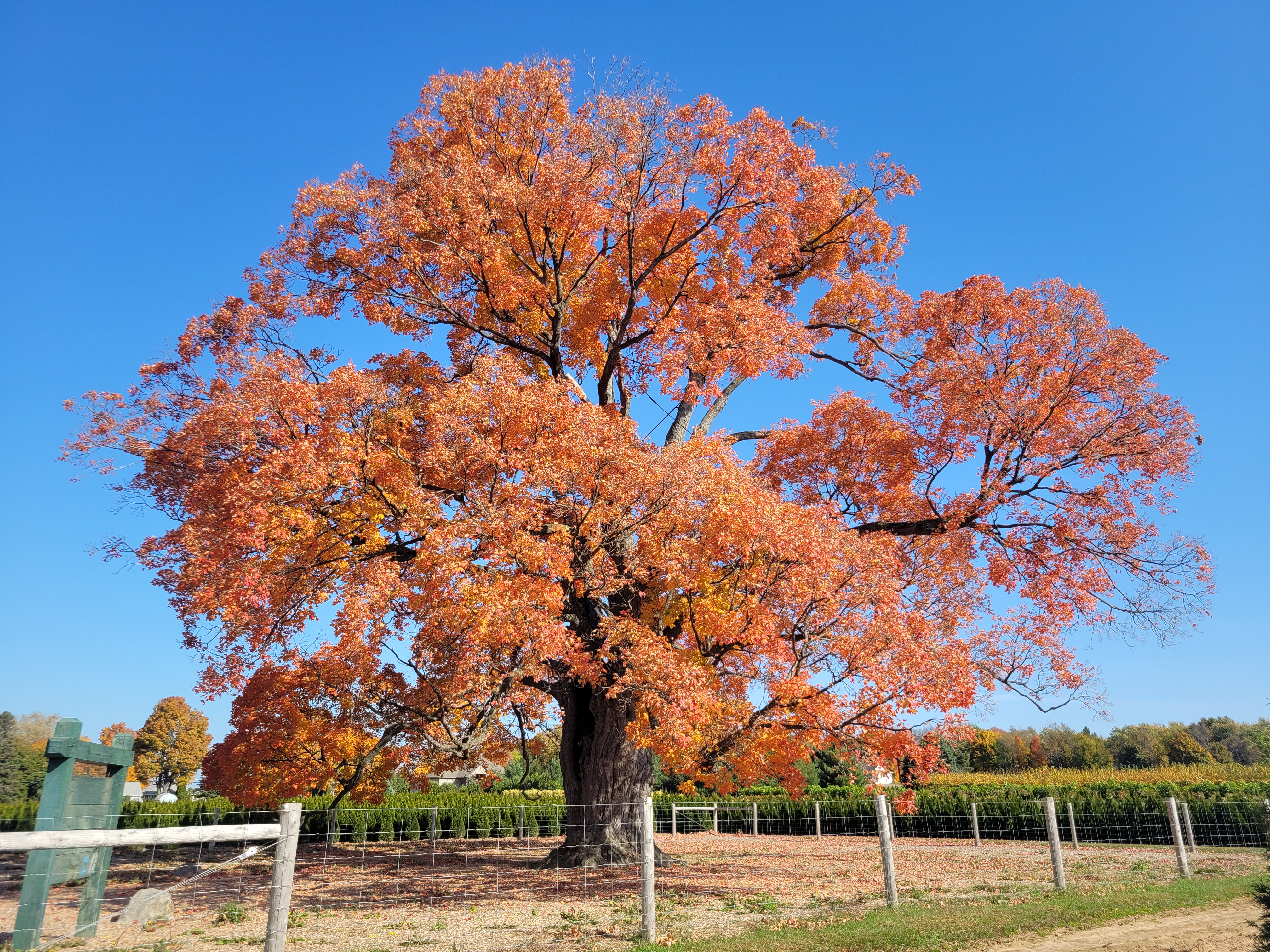
Érable à sucre, Pelham (Ontario)

L’Érable à sucre ou Érable franc (Acer saccharum) est une espèce d'arbres nord-américains de la famille des sapindacées, qui peut vivre jusqu'à 250 ans. Il est l'arbre officiel du Québec et de l’Ontario, ainsi que des États de New York, du Vermont, de Virginie-Occidentale et du Wisconsin aux États-Unis. L'arbre est reconnaissable par son feuillage jaune, orangé et rouge en automne et est très apprécié pour son eau qui coule au printemps et qui sert à faire le sirop d'érable.

## Description

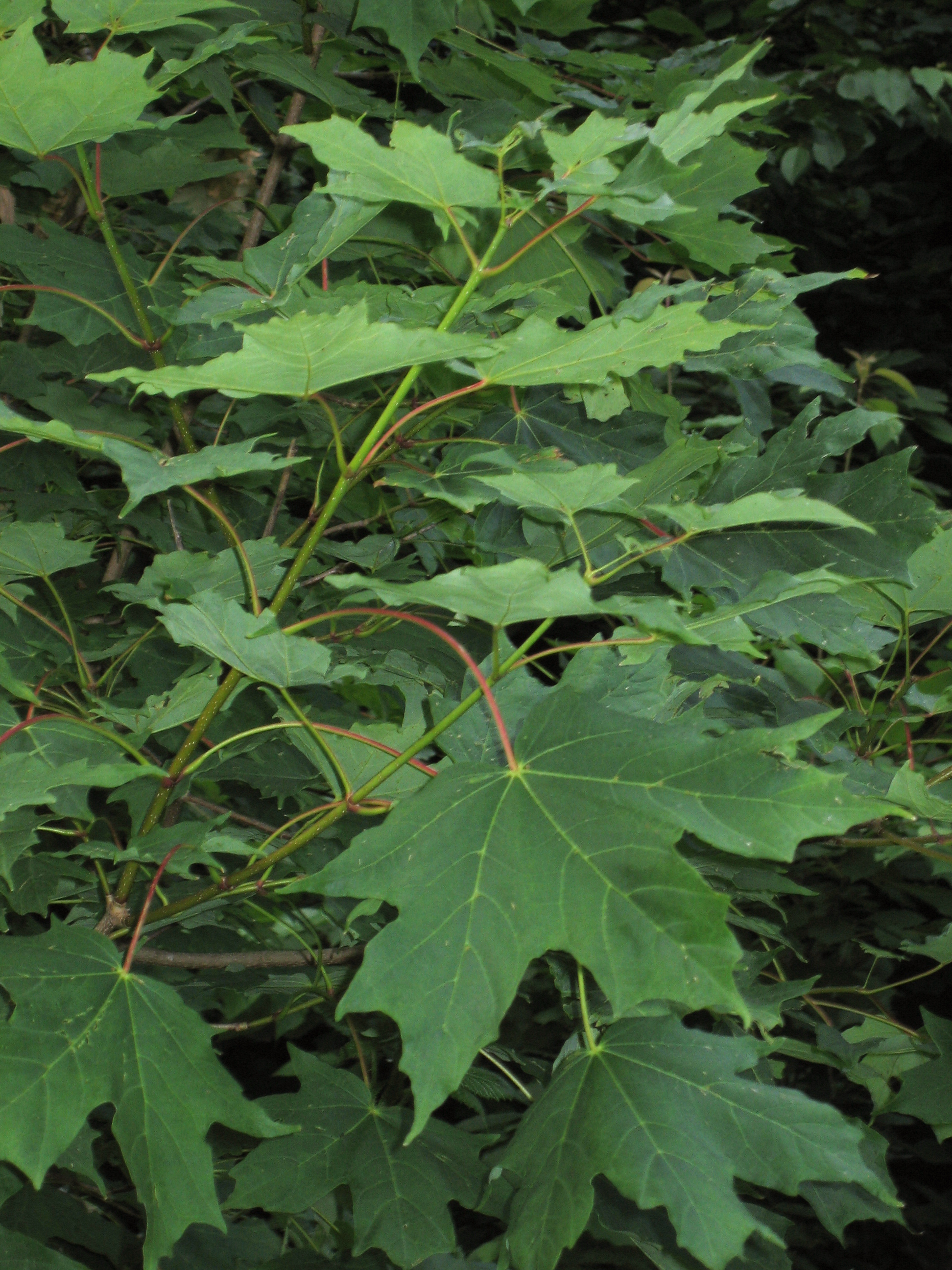
Feuilles d'érable à sucre.

L'érable à sucre est un arbre pouvant atteindre 35 m de hauteur, et exceptionnellement jusqu'à 45 mètres (150 pieds).
Les feuilles caduques de 8 à 15 cm de long et autant de large ont 5 lobes palmés, comme certaines feuilles de l'érable de Norvège (pour les différencier, les pétioles des feuilles de l'érable de Norvège exsudent un liquide laiteux quand on les presse), se terminant en fine pointe et persistent tard dans la saison. Les lobes inférieurs sont relativement petits, tandis que les supérieurs sont plus grands et profondément entaillés. À la différence de l'entaille angulaire de l'érable argenté, les entailles des feuilles d'érable à sucre ont tendance à être arrondies à l'intérieur. Les couleurs d'automne apparaissant lors de l'été indien sont souvent spectaculaires, allant du jaune vif à l'orange fluorescent et au rouge orangé. Les feuilles et les bourgeons sont pointus et bruns. L'eau d'érable est très bonne, mais le sirop d'érable qui est fait avec cette eau est encore meilleur.

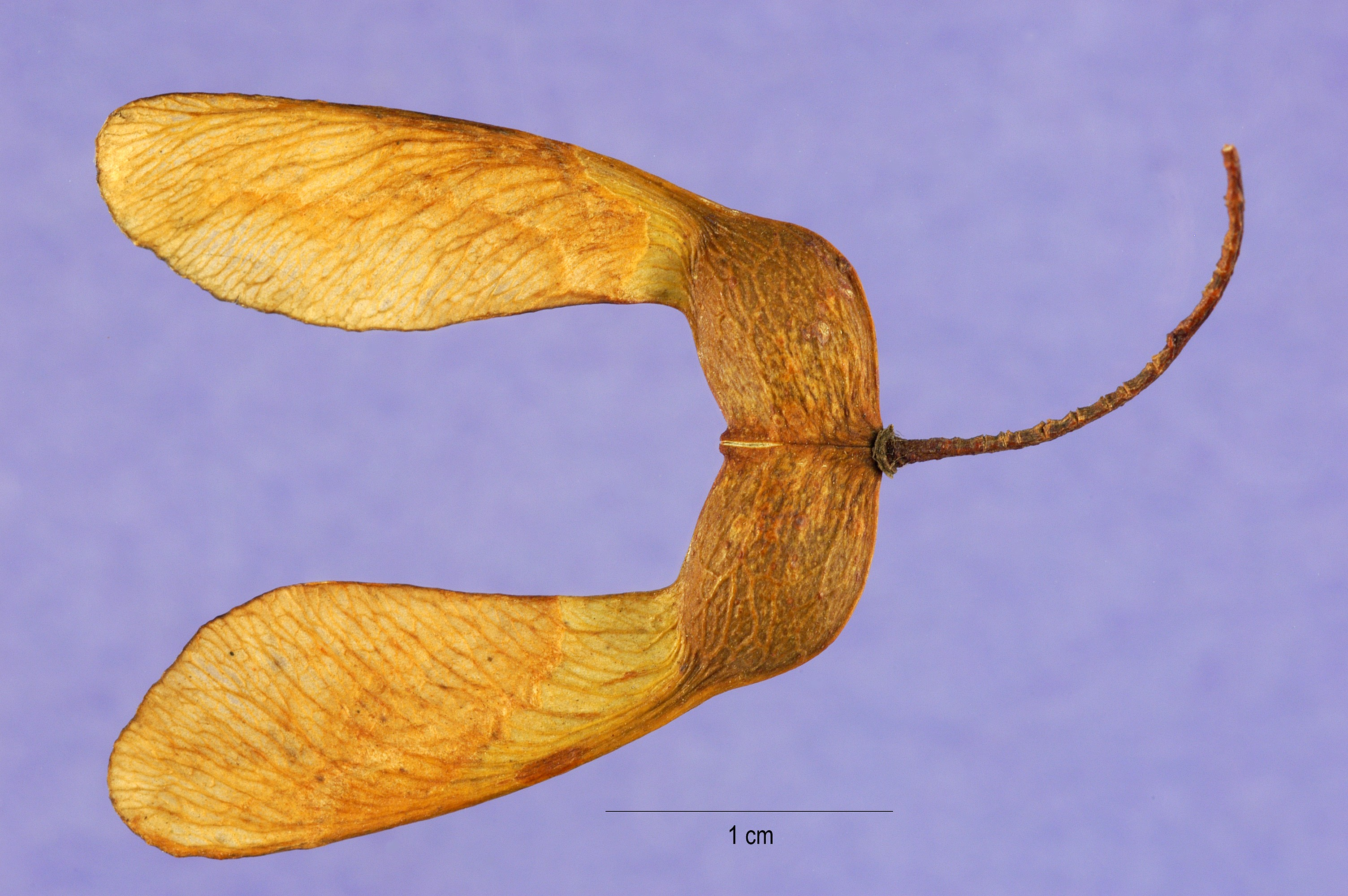
Disamare d'érable à sucre

Les fleurs sont en corymbes de 5 à 10 fleurs, jaune-vert et sans pétales; la floraison a lieu au début du printemps après 30 à 55 jours de croissance.
Le fruit est une samare dont les ailes mesurent 1 à 2 cm et portent deux graines globuleuses tombant de l'arbre en automne.
L'Érable à sucre est étroitement lié à l'érable noir (Acer nigrum). Il est parfois inclus dans cette espèce, mais parfois séparé. Acer grandidentatum est également traité comme une sous-espèce de l'érable à sucre par certains botanistes.

### Confusion possible
L'érable à sucre est souvent confondu avec l'érable plane, aussi appelé érable de Norvège en Amérique du Nord, où il a été introduit et est devenu invasif. Malgré leur ressemblance, ils ne sont pas étroitement liés dans le genre. L'érable à sucre est facilement identifiable par sa sève claire dans le pétiole (l'érable plane produit un latex blanc). Les bourgeons d' A. saccharum sont bruns et ceux d' A. platanoides sont verts ou rouges. Sur les arbres âgés, l'écorce d' A. saccharum est exfoliée alors que celle d' A. platanoides est finement rainurée. Finalement, le revers de la feuille d' A. saccharum est mat, alors que le revers d'A. platanoides est luisant. De plus, les lobes de la feuille d'érable à sucre ont une forme rectangulaire, contrairement aux lobes plus carrés de l'érable plane.
On peut également le confondre avec l'érable rouge, qui est présent à des latitudes semblables, mais porte des bourgeons arrondis de couleur rouge, ainsi que des rameaux et des fleurs rouges.

## Répartition

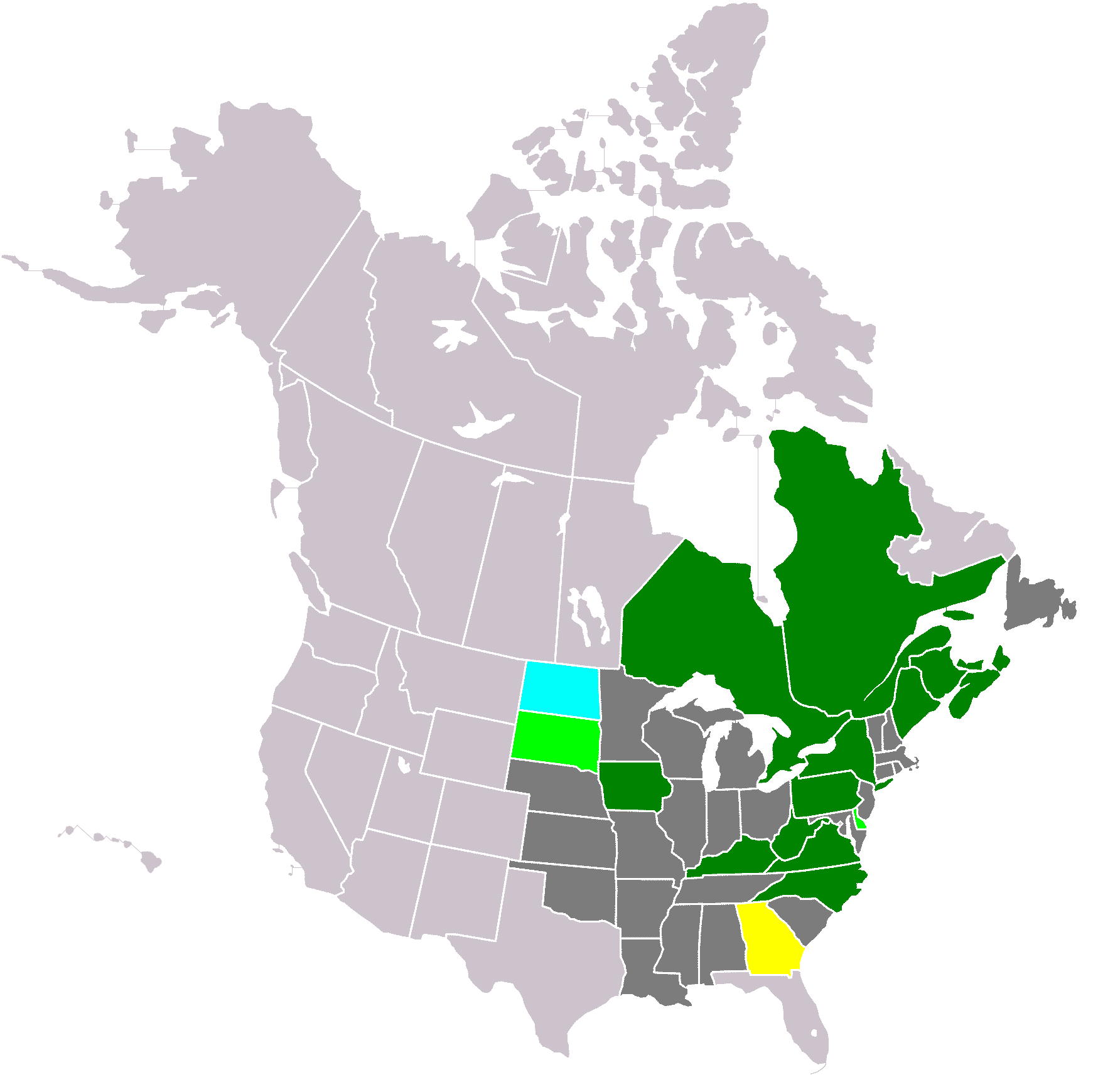
Statut de conservation
S5
S4 (commun)
S3
S2
S1 (rare)
SH (historique, peut-être extirpé)
SX (extirpé)
SU ou SNR (inconnu ou non-classé)
SE (exotique/introduit)

L’érable à sucre se retrouve principalement en Amérique du Nord et surtout au Québec vers la côte Est, et dans une vaste partie du nord-est des États-Unis. 

## Culture
Dans sa région d'origine, l'espèce a une croissance rapide (10 mètres en 20 ans).
L'érable à sucre a besoin d'un sol riche, profond et assez frais. Il est très rustique et peut être planté jusqu'à 1 000 m d'altitude. C'est une essence d'ombre qui dépérit souvent à l'âge adulte si planté au plein soleil et qui supporte mal les conditions urbaines.
La multiplication se fait par semis.
La culture de l'érable dans le but d'en faire du sirop d'érable s'appelle de l'acériculture.
Il a été introduit en Europe, mais pas en grand nombre, et les spécimens y sont généralement de moindre taille (25 mètres, contre 40 en Amérique). En France, on le rencontre notamment dans la région du Limousin du côté du lac de Vassivière où le climat ressemblerait étrangement à celui de la côte nord-est de l'Amérique du Nord.

## Cultivars
Il existe de nombreux cultivars, notamment le Flax Mill Majesty, plus petit que l'érable à sucre classique, et le Temple, qui est colonnaire.

## Ennemis
Les feuilles peuvent être atteintes de galles provoquées par un acarien, Vasates quadripedes.

## Utilisation
Son bois clair dur et à grain serré résiste bien à l'usure et est apprécié en ébénisterie pour la fabrication de meubles. Il présente une bonne stabilité à l'effort ; pour cette raison, il est très utilisé pour la réalisation de manches de guitares électriques.
Certaines conditions (assez méconnues et non prévisibles) de développement de l'arbre peuvent donner à son bois des figures très décoratives (érable moiré, ondé, flammé, moucheté, etc.).
L'usage principal de cette espèce reste la production de sirop d'érable.

## Symbole du Canada
La feuille de l'érable à sucre est le modèle le plus souvent reconnu pour la feuille stylisée qui figure sur le drapeau du Canada,. Cependant, le symbole canadien est officiellement décrit comme une « feuille d'érable » de manière générale, genre dont il existe dix espèces naturellement présentes au Canada, sans se rapporter à une espèce botanique précise,.

## Métabolisme
Durant l'été, l'érable à sucre fabrique des sucres par le biais de la photosynthèse. À la fin de l'été et au début de l'automne, ces sucres sont transformés en amidon dans les racines pour y passer l'hiver. Durant l'hiver, l'eau gèle et la sève ne circule presque pas. Au printemps, l'amidon dans les racines est transformé en sucres (essentiellement du saccharose ou sucrose) afin de fournir l'énergie suffisante pour relancer le métabolisme de l'arbre et permettre sa croissance. Cette transformation attire l'eau du sol. Les cycles quotidiens de gel et dégel pompent, dans le tronc, cette eau sucrée appelée « eau d'érable ».
Chaque arbre possède deux types de tissus vasculaires qui assurent le transport des éléments nutritifs tels que les nutriments, les minéraux, les sucres et l'eau à travers ses différentes parties, afin de les distribuer à toutes les cellules. Ces tissus sont connus sous les noms de xylème et de phloème. Ce qui est remarquable, c'est que seuls les érables et quelques autres espèces d'arbres possèdent des cellules à fibres creuses qui leur permettent de faire circuler de la sève sucrée même pendant l'hiver, tandis que toutes les autres espèces restent en dormance jusqu'au dégel complet,.
Le phloème, situé juste sous l'écorce, est composé de cellules vivantes formant des tubes appelés éléments de tubes criblés. Il joue un rôle crucial dans le transport des produits de la photosynthèse, principalement le sucre, vers les parties de l'arbre qui en ont besoin. Ce flux, appelé sève élaborée, se déplace dans toutes les directions en suivant un gradient de concentration de sucre, de régions riches en sucre vers des régions moins concentrées,.
Quant au xylème, il constitue la partie interne de l'arbre, appelée aubier ou bois. Chaque année, le xylème s'accroît vers l'extérieur et forme un nouvel anneau de croissance, permettant ainsi de déterminer l'âge de l'arbre. Composé de cellules mortes appelées trachéides, le xylème forme de longs tubes continus qui transportent l'eau et les nutriments, principalement sous forme de minéraux, des racines aux feuilles, soit du bas vers le haut. Ce flux est connu sous le nom de sève brute, transportant tout ce que la plante absorbe directement du sol par ses racines. L'ouverture des stomates sur les feuilles entraîne également une évaporation d'eau, connue sous le nom de transpiration. Cette perte d'eau crée une pression négative à la surface des feuilles, favorisant l'aspiration automatique de l'eau du sol par les racines et son remontée vers le haut par le xylème,.
Sans la présence de ces deux types de sève, l'arbre serait incapable d'assimiler et de distribuer les éléments essentiels à sa survie et à sa croissance. Durant l'hiver, lorsque l'arbre est dépourvu de feuilles, il n'y a pas d'évaporation à la surface des feuilles, ce qui entraîne l'immobilité de la sève. Il faut donc attendre le cycle de gel et dégel au printemps pour que le mouvement de la sève reprenne. À ce moment-là, l'arbre utilise un mécanisme alternatif.
Autour du xylème, se situent des cellules connues sous le nom de "fibres creuses", remplies d'air. Une fine barrière permet à l'air de circuler des cellules à fibres creuses vers le xylème, formant ainsi des bulles d'air dans la sève brute. Lorsque la température descend en dessous de zéro la nuit, l'eau à l'intérieur du xylème gèle, ce qui fait contracter les bulles d'air (le gaz se contracte par le froid et se dilate par la chaleur), créant ainsi des espaces vides dans le xylème. Cette situation engendre une pression d'eau négative, incitant l'eau de fonte des neiges à remonter par les racines pour combler ces vides,.
Quand la température dépasse zéro pendant la journée, le gaz se dilate, augmentant la pression dans tout le xylème. En effectuant des incisions sur les arbres, nous permettons à l'arbre de relâcher cette pression en laissant la sève s'écouler à travers les entailles, ce qui nous permet de récolter l'eau d'érable.
L'arrivée de la sève et de son goût amer marque la fin de la récolte d'eau d'érable. Donc, on ne récolte pas la sève mais l'eau d'érable.
En été, l’arbre produit des feuilles qui transforment la sève brute en sève élaborée. Celle-ci fait croître les racines de l’arbre qui produisent encore plus de sève brute. Ce cycle permet à l’arbre de se développer. C’est pendant cette période que l’érable produit des fruits, appelés samares, les fameux « hélicoptères », qui servent à la reproduction de l’érable. Ces graines en forme d’hélice peuvent, grâce au vent, tomber plusieurs mètres plus loin de la base de l'arbre.
En automne, l’érable relâche les samares. Puis en octobre, l’absence de sève brute dans les feuilles de l’arbre les fait rougir puis tomber.

## Récolte et production du sirop d'érable

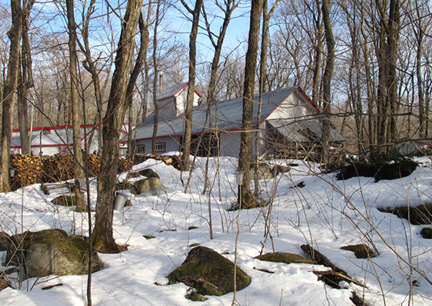
Cabane à sucre dans son érablière à Pont-Rouge au Québec.

Afin de produire le sirop d'érable, les arbres ne sont mis en production qu'après environ 40 ans de croissance.
C’est au printemps que l’on récolte l’eau d’érable par des trous forés dans le tronc. Cette dernière contient environ 3 % de saccharose. On la fait bouillir pour faire évaporer la plus grande partie de l'eau qu'elle contient. Ce qui reste constitue le sirop d'érable. Il faut environ 40 litres d'eau d'érable pour 1 litre de sirop.

## Les teintes du grain de bois de l'érable à sucre

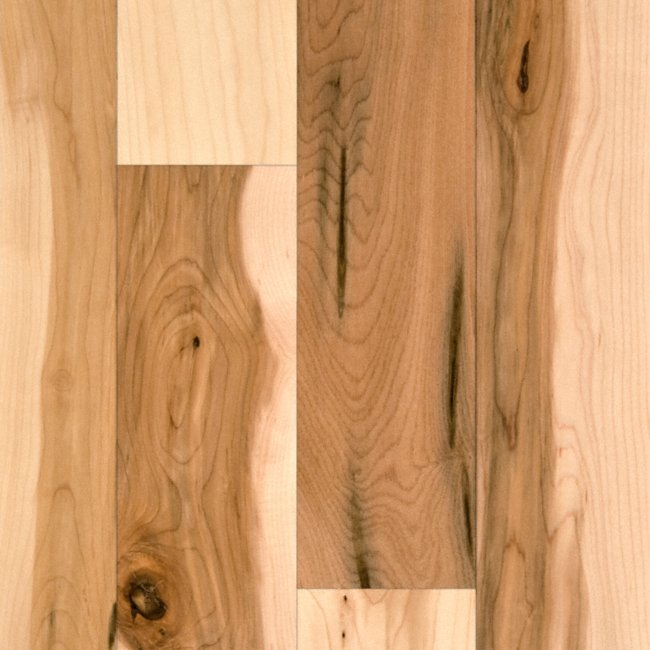
Aubier et duramen les deux sur les mêmes planches.

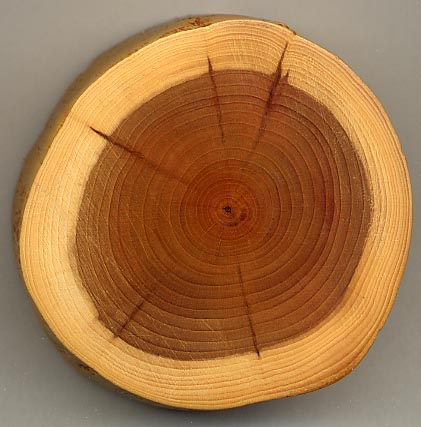
Coupe de bois d'if commun montrant l’aubier (plus clair) et le duramen (plus sombre).

Naturellement le grain de l'érable a deux teintes très distinctes : une plus pâle appelée « érable blond » qui provient de l'aubier du tronc d'arbre et une plus foncée qui provient de son duramen. Pour l'érable à sucre, la teinte la plus prisée par les ébénistes est généralement l'aubier. Mais il est possible de retrouver les deux teintes sur la même planche, ou uniquement du duramen.
Au niveau de la résistance et de la dureté, les deux types de teintes sont équivalentes sauf sur les arbres exceptionnellement âgés. Par contre, de nombreuses croyances populaires non fondées associent une plus grande dureté à l'aubier de l'érable à sucre (le pâle).

### Calendrier républicain
Le nom de l'érable fut attribué au 21e jour du mois de frimaire du calendrier républicain ou révolutionnaire français, généralement chaque 11 décembre du grégorien.